# Naval Air Station Oceana

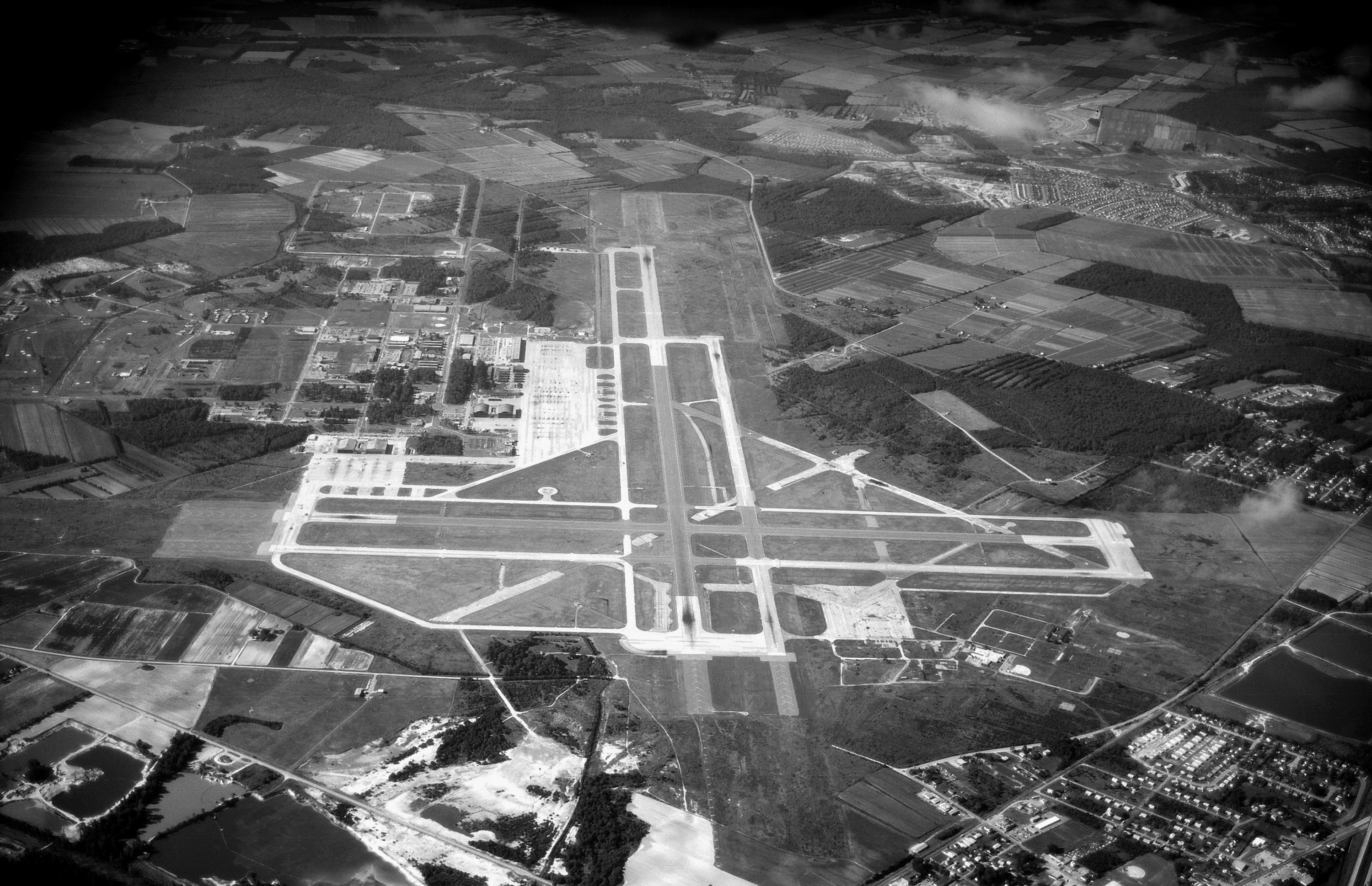
Flygfoto över Naval Air Station Oceana från 1976.

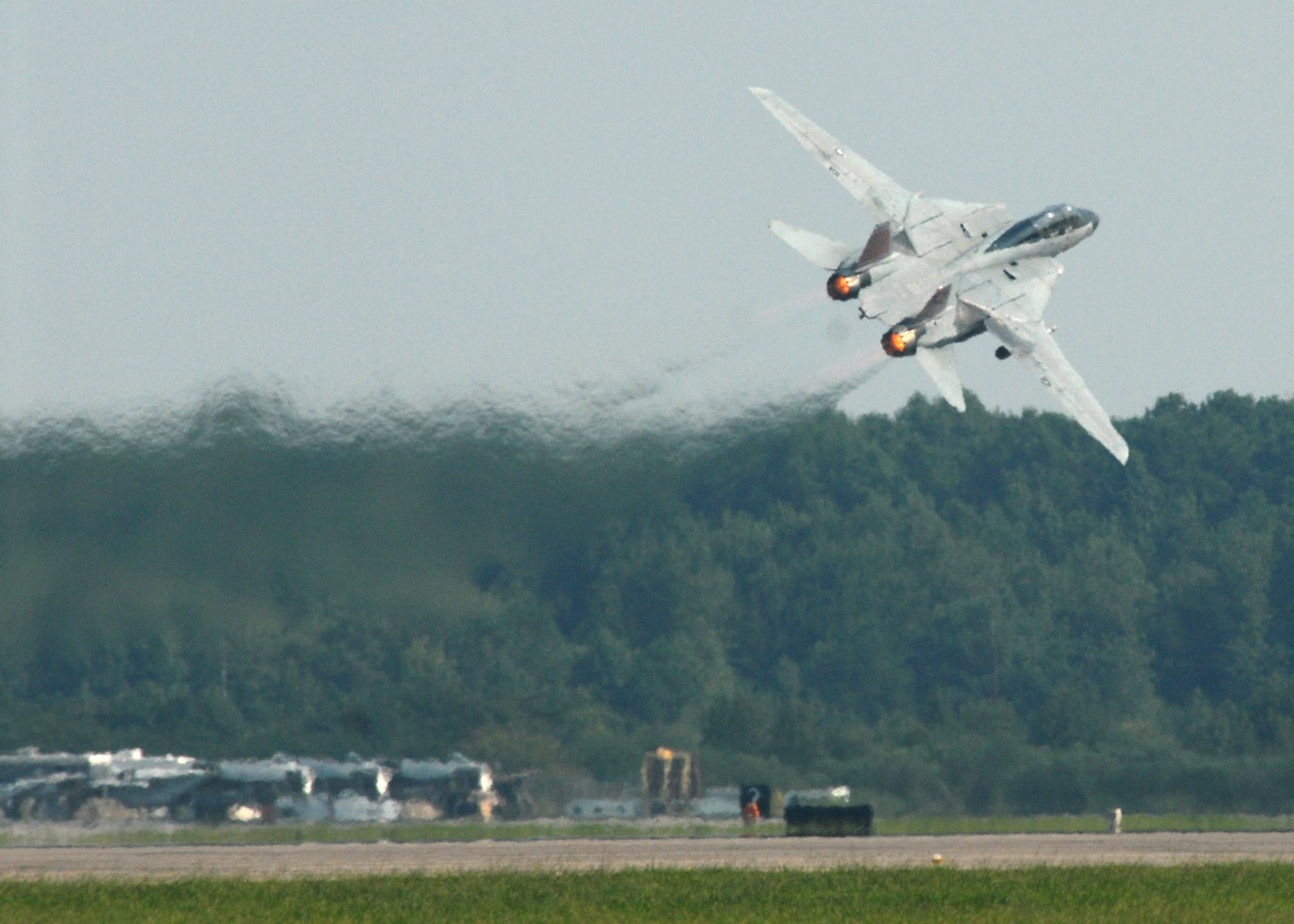
En F-14 Tomcat lyfter med påslagen efterbrännkammare vid den sista flyguppvisningen i september 2006.

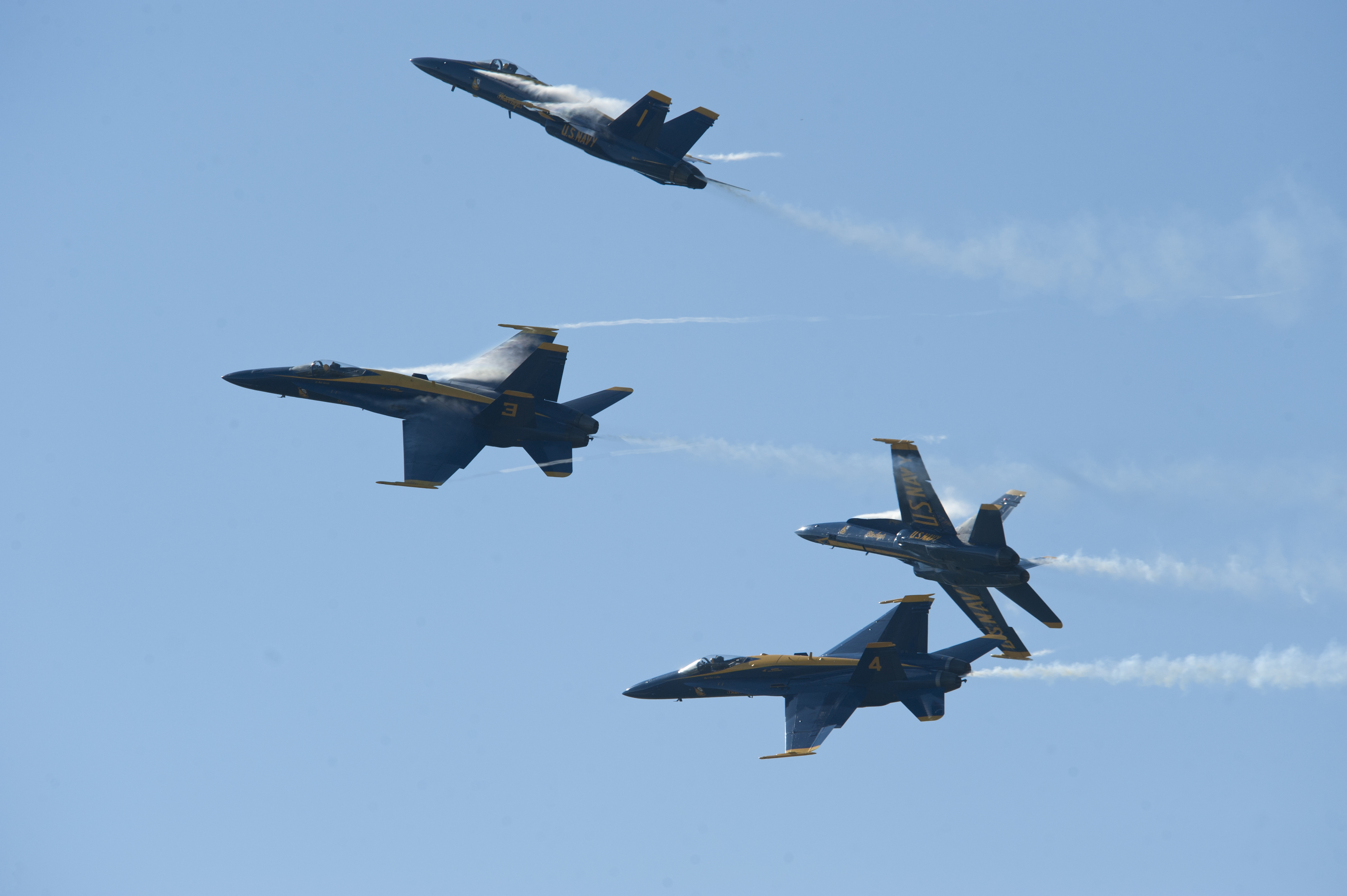
Flyguppvisning med Blue Angels 2010.

Naval Air Station Oceana (förkortning NAS Oceana) är en militär flygplats (IATA: NTU, ICAO: KNTU, FAA LID: NTU) tillhörande USA:s flotta som är belägen i Virginia Beach i delstaten Virginia på USA:s östkust. NAS Oceana är flygbasen där stridsflygplanen ombord på hangarfartygen med hemmahamn vid Naval Station Norfolk har sin landbasering när fartyget ligger vid hamn mellan missioner.

## Bakgrund och verksamhet
Flygbasen byggdes på 1940-talet då det blev för trångt vid det befintliga flygfältet inne på Naval Station Norfolk. Innan dess bestod området och kringliggande området av jordbruksmark, men därefter har området kraftigt urbaniserats och krav har ställts på flygverksamheten att minska buller. Till NAS Oceana hör även det närbelägna Dam Neck Annex vid vilket United States Navy Special Warfare Development Group är baserade. På NAS Oceana fanns det sista flygande skvadronen med F-14 Tomcat när den flygplanstypen togs ur tjänst i september 2006. 
Flygbasen har fyra rullbanor och är landbasering för 17 skvadroner med stridsflyg av typerna F/A-18 Hornet och F/A-18E/F Super Hornet.
På området finns även underhållsdepån Fleet Readiness Center Mid-Atlantic (ingår i Naval Air Systems Command).

## Förband
| Symbol | Namn                   | Förkortning | Hangarfartyg tilldelad            | Not |
|        | Carrier Air Wing One   | CVW-1       | USS Harry S. Truman (CVN-75)      |     |
|        | Carrier Air Wing Three | CVW-3       | USS Dwight D. Eisenhower (CVN-69) |     |
|        | Carrier Air Wing Seven | CVW-7       | USS George H.W. Bush (CVN-77)     |     |
|        | Carrier Air Wing Eight | CVW-8       | USS Gerald R. Ford (CVN-78)       |     |